# Nampalys Mendy
Nampalys Mendy (La Seyne-sur-Mer, Franciaország, 1992. június 23. –) francia születésű szenegáli válogatott labdarúgó, a Leicester City játékosa.

## Pályafutása
2007 júniusában elhagyta a Sporting Toulont, ahol nevelkedett és az RC Toulon játékosa lett. Didier Christophe, az AS Monaco játékosmegfigyelője egy alkalommal Mendy játékában intelligenciáját emelte ki és beajánlotta Dominique Bijotatnak, a klub utánpótlás akadémiájának vezetőjének. 

### AS Monaco
2010. április 27-én Mendy aláírta első profi szerződését, amely három évre kötelezte az AS Monaco csapatához. 2010 júliusában Guy Lacombe a nyári világbajnokságon szereplő Diego Pérez, Nicolas N'Koulou és Lukman Haruna távollétében felhívta az első csapat keretéhez.
2010. augusztus 7-én a bajnokság nyitó fordulójában bemutatkozott a hercegségbeli csapatban bajnoki mérkőzésen is. Végigjátszotta a Lyon elleni találkozót, egy sárga lapot kapott. 2011. augusztus 19-én az Amiens SC ellen kiállították, a mérkőzés 1-1 lett.
A 2012-13-as évadban Mendy kulcsszerepet játszott a Monaco élvonalba való feljutásában, ennek ellenére nem hosszabbította meg lejáró szerződését.

### Nice
Ez idő tájt érdeklődött iránta az Arsenal és a Manchester United, ő azonban a több játéklehetőség reményében a Nice csapatához írt alá. 2013. augusztus 17-én mutatkozott be új csapatában a Stade Rennais elleni 2-1-es győzelem alkalmával.
110 bajnoki találkozón háromszor volt eredményes Nizzában, 2015-ben bajnoki bronzéremhez segítette csapatát. A szezonban szerelések és passzpontosság tekintetében Thiago Motta mögött a második volt a francia bajnokságban. Miután Didier Digard csapatkapitány a 2014-15-ös szezon előtt a spanyol Betishez igazolt, Mathieu Bodmer pedig megsérült, Mendy lett az új csapatkapitány.

### Leicester City
2016. július 3-án aláírt az angol bajnok Leicester City csapatához. Négy éves szerződést kötött, a klub akkori rekordot jelentő 13 000 0000 eurót fizetett érte. Ezt később Ahmed Musa és Iszlam Szlimani is túlszárnyalta, az algériai csatárért 29 000 000 eurót fizetett a Leicester.
2016. augusztus 7-én, a Manchester United elleni 2016-os angol labdarúgó-szuperkupa mérkőzésen debütált a csapatban. A találkozót 2-1-re a United nyerte meg. 2016. augusztus 20-án az Arsenal elleni bajnokin súlyos sérülést szenvedett, több mint három hónapig nem léphetett pályára. Végül csak négy bajnoki mérkőzést játszott a szezonban.

## Család
Mendy Bafétimbi Gomis és Alexandre Mendy unokatestvére.

## Játékstílusa
Játékstílusát tekintve többen a világbajnoki ezüstérmes Claude Makéléléhez hasonlítják.

## Sikerei, díjai

### Klubcsapatban
- AS Monaco
  - Ligue 2: 2012–13

- Leicester City
  - Angol kupa: 2020–21

### Válogatott
- Szenegál
  - Afrikai nemzetek kupája: 2021